# Heksenprocessen te Roermond

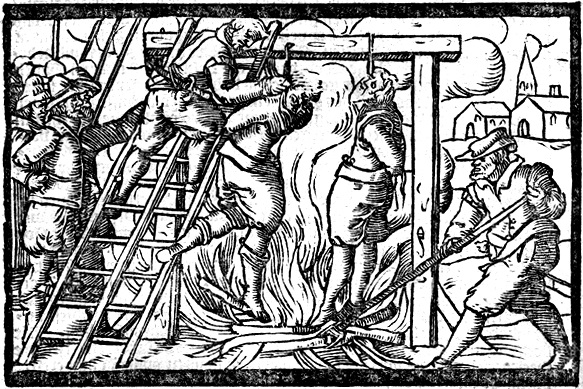
Eigentijdse houtsnede van de heksenverbranding in Roermond.

De reeks van heksenprocessen die rond 1613 in Roermond plaatsvond, was de grootste ooit in Nederland. Roermond lag toentertijd in de Zuidelijke Nederlanden en was contrareformatorisch georiënteerd. Er werden 64 van hekserij verdachte personen verbrand. De geconfisqueerde goederen van de slachtoffers (ook van de armsten) vervielen aan de landheer. Ook de geestelijke overheid was verantwoordelijk voor de uitroeiing van de vermeende heksen. De processen werden binnen zeer korte tijd afgewikkeld. Gedurende een maand werden er elke dag twee heksen verbrand.

## Eerdere heksenprocessen in Roermond
Voor de processen van 1613 vonden er in Roermond al verscheidene heksenprocessen plaats. De aanklachten kwamen nog uit het volk voort. Mensen klaagden bij het gerecht omdat zij dachten dat zijzelf, hun familie, hun vee of gewassen schadelijk behekst waren.
Zij gingen vervolgens naar de beschuldigden toe en eisten van hen dat zij henzelf of hun behekste kinderen, dieren of gewassen zouden zegenen. Deze zegeningen waren bedoeld als een vorm van ontheksing. Dat betekende echter dat men de beschuldigde voor de ziekte of schade verantwoordelijk hield. Als een van hekserij verdacht persoon daar aan toegaf, bekende ze feitelijk dat zij de schadelijke beheksing had verricht. Ze weigerde die zegening meestal maar kon ook zelf een proces wegens smaad tegen de klagers starten. Daardoor kon in principe het heksenproces voorkomen worden.
Kreeg de vermeende heks geen eerherstel, dan volgde een formeel heksenproces. De aanklagers moesten voor het gerecht met bewijzen komen. De schade moest aangetoond kunnen worden met behulp van getuigen. Anders ging de beschuldigde vrijuit. Als de beschuldigde voldoende ontlastende getuigen (vier tot acht) kon oproepen, werd zij doorgaans vrijgesproken. Vrijspraak of veroordeling konden daarmee afhangen van de mate van de invloed of populariteit van de aangeklaagde.
Tijdens deze processen werd de nadruk verlegd van de maleficiën (nadelige beheksing) naar het ketterse verbond met de duivel. Tortuur of pijnlijke ondervraging (marteling) werd pas toegepast als men de schuld van de verdachte persoon al bewezen achtte en men alleen nog een bekentenis nodig had. Tijdens deze processen werden de beschuldigden nog niet gedwongen om de namen van andere "heksen" te noemen.
- 1522 - Trijn van der Moelen werd al eerder van toverij verdacht. Zij werd opgepakt omdat zij iemand op straat lastig had gevallen. Zij bekende maleficiën (kwaadaardige tovenarijen) gepleegd te hebben tegen mensen en dieren en dat zij zich aan de duivel had overgeleverd. Zij werd tot de brandstapel veroordeeld.

- 1525 - Twee vrouwen zouden mensen, paarden, koeien en schapen hebben behekst. Beide aanklachten waren uit het volk voortgekomen. De beschuldiging van het verbond met de duivel werd (zoals gebruikelijk) pas tijdens de pijnlijke ondervraging toegevoegd. Zij werden tot de brandstapel veroordeeld.

Roermond was in 1572 van Spaanse naar Staatse (Oranje-gezinde en protestantse) handen overgegaan, maar in 1580 weer door de katholieke Spanjaarden heroverd. De huurtroepen van beide legers bleven echter nog lang plunderend door het gebied zwerven.
- 1581 - Kael Merrie werd verdacht van toverij: een kind was ziek geworden, een varken verlamd, de melk van een koe kon niet meer tot boter gekarnd worden et cetera. Zij bleef ontkennen en werd tot verbanning veroordeeld. Net buiten Roermond werd zij door huursoldaten opgewacht en in de Maas verdronken. Er waren nog twee van hekserij verdachte vrouwen naar Roermond gekomen om hun onschuld te bepleiten (een verstandige daad in die tijd, want het vergrootte de kans op vrijspraak): ook zij werden door huursoldaten in de rivier de Maas verdronken.

Het gerecht nam weliswaar een kritische houding aan ten opzichte van de aanklachten uit het volk, maar stond machteloos tegenover de volkswoede waarin huursoldaten een belangrijke rol speelden. Vanaf nu werden de beschuldigden tijdens de marteling gedwongen om toe te geven dat zij een ketters verbond met de duivel hadden gesloten en zelfs geslachtsgemeenschap met hem hadden gehad en met hem hadden gedanst tijdens de heksensabbatten, samen met andere heksen.

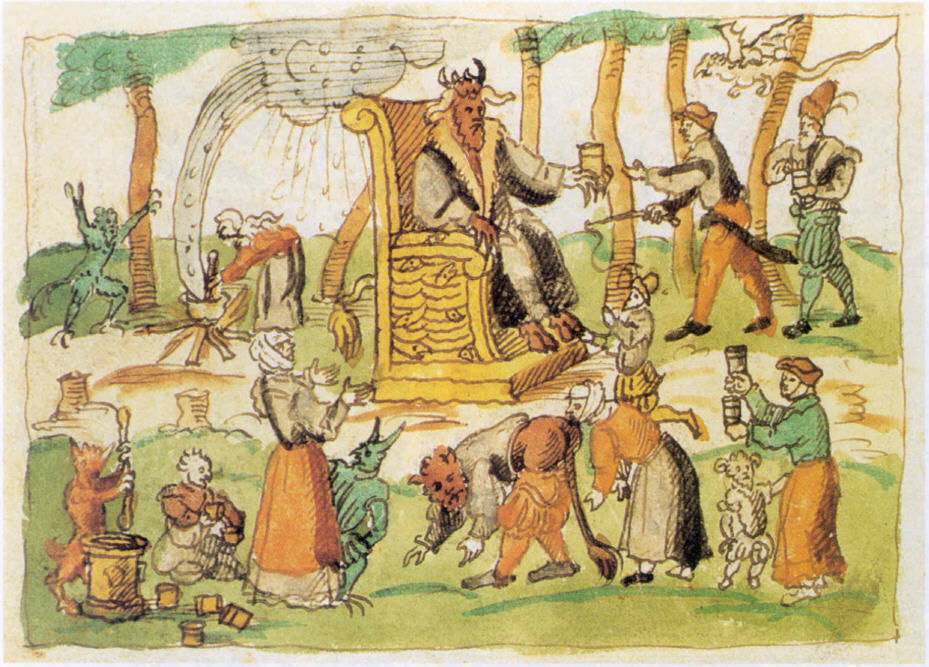
Heksensabbat, verering van de duivel in de gedaante van een bok en een kater

- 1587 - Tijdens een aantal processen (waarvan de afloop onbekend is) werden zes vrouwen beschuldigd, waaronder Ummel Heynen. Bij windstil weer was er linnen uit de tuin opgevlogen en in de Roer gewaaid. Een Hollandse soldaat had gezien dat ze flauwgevallen was, dat was vast omdat ze gemeenschap had gehad met de duivel. De dochter van de burgemeester zou gestorven zijn, jaren nadat Ummel haar iets te drinken had gegeven. Ummel had gezucht en gevloekt toen ze gedwongen werd om over een bezemsteel heen te stappen die een korporaal als test voor haar had neergelegd (zoals bekend konden heksen niet over bezemstelen heenstappen). Iemand had het geluid van duizend katten gehoord (zoals bekend kwamen heksen tijdens heksensabbatten in de gedaante van katten bijeen om te dansen en gemeenschap te hebben met de duivel). De buurvrouwen van Ummel waren twee zussen, waarvan de moeder als heks verbrand was, dat was op zich al een reden tot verdenking.

In de aanklacht uit het volk zat nu dus niet alleen maar de beschuldiging van maleficieën aan mensen, dieren en gewassen, maar ook de beschuldiging van gemeenschap met de duivel, de kerkelijke heksenleer had blijkbaar wortel geschoten in het volksgeloof.
- 1594 - Toen is er waarschijnlijk ook een heksenproces in Roermond gevoerd. De heksen zouden tijdens heksensabbats in de gedaanten van katten samen zijn gekomen en gingen dansen en hadden gemeenschap met een duivel in de gedaante van een kater. Er was ook een duivel in de gedaante van een bok bij de samenkomsten. De heksen konden zich veranderen in honden, katten, hazen, wolven et cetera.

- 1611 - Itgen Heudders raakte per ongeluk een kind aan en dat kreeg uitslag. Ze moest voor het gerecht komen en het kind onttoveren. Toen ze dat weigerde werd ze de kerker ingegooid, maar omdat bleek dat ze van goede naam was, werd ze weer vrijgelaten. Het gebeurde wel vaker dat mensen rond de tijd van de gevangenneming van de vermeende heks of zelfs nog vlak voor haar terechtstelling naar haar toe gingen, om zegening (ontheksing) te eisen van zichzelf, hun familie, dieren of gewassen.

## De procesreeks van 1613
Deze beruchte procesreeks is alleen bekend door een vlugschrift. De processtukken zijn verloren gegaan. Er werden 64 vermeende heksen opgepakt. De aanklachten waren: misgeboorten, ziekten van dieren en vissen, ziekten aan gewassen, en veel mensen hadden hun inkomsten verloren. De van hekserij verdachte personen bekenden allen. De aanklachten kwamen niet meer uit het volk voort, maar de wereldse en kerkelijke overheden waren zelf op onderzoek uitgegaan en hadden de aanklacht geformuleerd. Er was dus nu sprake van inquisitie. De vermeende heksen werden nu behalve van maleficiën ook beschuldigd van een ketters verbond met de duivel. Ze zouden aan heksensabbats meegedaan hebben en daar de duivel hebben vereerd, met hem geslachtsgemeenschap hebben gehad en gedanst. Men dwong de heksen onder marteling om de namen van de andere heksen te noemen die aan deze sabbat hadden deelgenomen. Het aangeven van anderen was de oorzaak van deze reeks van processen.
Tryntjen van Zittaert werd het eerst opgepakt samen met haar dochtertje dat de hekserij van haar moeder geleerd zou hebben. Onder het spelen op straat liet ze haar kunsten aan de andere kinderen zien. Het twaalfjarige kind toverde van alles uit haar mond, zoals munten. Dit werd door een lid van de magistratuur gezien. Moeder en dochter werden gevangengenomen. Het meisje zei dat ze alles van haar moeder had geleerd. Beiden kwamen uit Sittard, waar men zich meer kon permitteren, zoals goocheltrucjes. In het strenge Roermond werd dit echter niet getolereerd. Tryntjen werd gemarteld en bekende dat ze 41 kinderen dood had getoverd benevens drie mannen en zeven vrouwen en dat ze veel beesten en gewassen had betoverd. Ze werd gedwongen om meer namen te noemen en ze gaf nog tien andere "tovenaressen" aan. Ook beschuldigde zij ene heelmeester Jan van Ool ervan een tovenaar te zijn. Deze Jan van Ool kwam uit Gulik, daar was men minder streng dan in Roermond. Gulik was een doorn in het oog van de rechtschapen Roermondenaars. De moeder werd al vier dagen na haar gevangenneming verbrand, de dochter werd levenslang in een klooster gezet.
De tien andere vermeende tovenaressen werden samen met Jan van Ool gevangengenomen. Jan van Ool bekende dat hij 150 mensen dood had getoverd. Magister Jan bekende ook nog dat hij zijn vrouw had willen overhalen om ook een verbond met de duivel te sluiten, hetgeen zij weigerde. Hij werd toen bang dat ze hem zou aangeven waarop hij haar in stukken zou hebben gehakt en in een put zou hebben geworpen en tegen iedereen had hij verteld dat zij was weggelopen. Heelmeester Jan van Ool zou door de duivel geprest zijn om na elke tien genezingen één patiënt dood te toveren. Hij zou in 16 jaar tijd 150 mensen gedood hebben. Dat zou betekenen dat hij gemiddeld honderd patiënten per jaar behandelde. Tijdens de marteling gaf hij nog 41 andere "tovenaressen" aan. Hij werd levend verbrand.

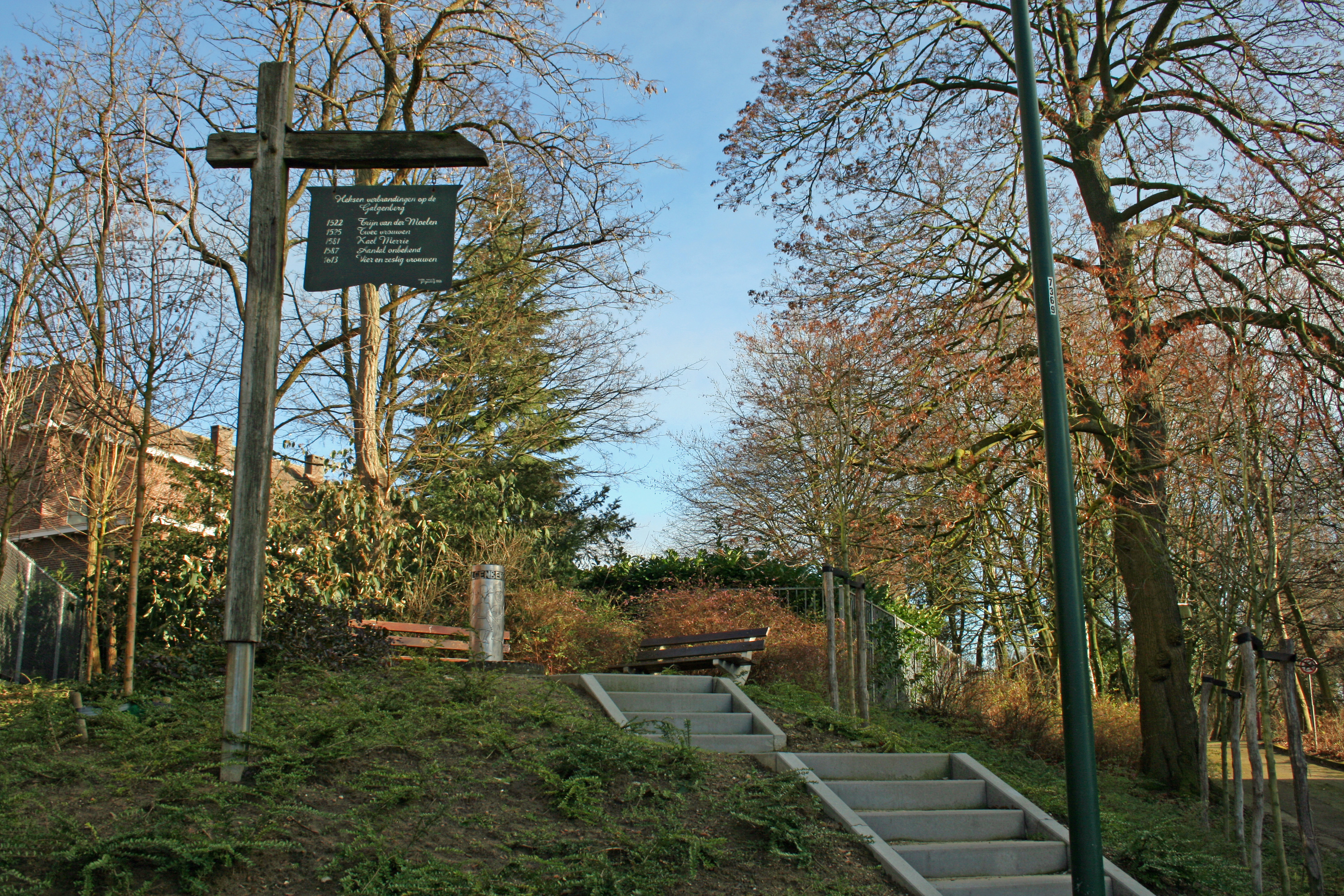
Monument ter nagedachtenis aan de heksenverbrandingen op de Galgenberg in Roermond.

Deze 41 "tovenaressen" werden ook gevangengenomen. Zij bekenden dat ze kinderen dood getoverd hadden, mensen kreupel, ziek of ellendig hadden gemaakt, soms ook hun eigen vader, moeder, man, kinderen, broers en zussen. De duivel had hen daartoe aangezet.
Bij Straelen pakte de magistratuur nog 10 van hekserij verdacht personen op. Dezen gaven nog een vroedvrouw aan: Entjen Gillis.
Entjen Gillis bekende dat ze van 40 zwangere vrouwen de vruchten dood had getoverd. Ze had 150 pasgeborenen dood getoverd benevens de moeders ervan en ook haar man en kinderen had ze omgebracht door toverij. Zij werd levend verbrand.
Samen waren er 63 vermeende tovenaressen en heelmeester Jan van Ool. Een maand lang werden er elke dag twee slachtoffers verbrand. De processen werden binnen zeer korte tijd afgewikkeld. Dat moest ook van de overheid, want er zouden zeer veel heksen zijn. Alles bij elkaar zouden er door deze heksen 600 pasgeborenen zijn gedood en meer dan 400 oude lieden. Meer dan 6000 beesten zouden zijn omgebracht, 50 morgens land en 200 boomgaarden zouden verpest zijn en er zou veel schade zijn toegebracht aan gewassen.

## Mogelijke verklaring van de procesreeks in Roermond
Het kerkelijke en later ook het wereldlijke gezag was in Roermond contrareformatorisch: streng en recht in de leer. De besluiten van het concilie van Trente werden in acht genomen. Het volk en de priesters moesten in het gareel. De priesters moesten ijverig, gehoorzaam en celibatair zijn. Nonnen mochten het klooster niet uitgaan. Ketterse (protestantse) boeken werden verbrand op de markt in Weert, er werden rozenkransen aan het volk uitgedeeld. Voor het volk waren overspel en ongehuwd samenleven streng verboden
Vóór 1600 had het jaren zeer veel geregend en er waren overstromingen geweest. Er was oorlog tussen de Staatsen en de Spanjaarden, gepaard gaande met plunderingen. De graanprijzen waren hoog, de gewassen stonden op het veld te rotten. En dat werd allemaal toegeschreven aan de pest van het calvinisme, het lutheranisme en de hekserij.
In 1609 begon echter het Twaalfjarig Bestand. In 1613 (tijdens de processen) was het dus op politiek en militair gebied betrekkelijk rustig. Sociaal-economisch was er ook herstel na 1600. De oogsten waren goed en de graanprijzen niet te hoog, hoewel het volk in 1615 toch nog steeds in grote armoede leefde. Dus op zichzelf had het proces plaats in een periode van betrekkelijke politieke rust en economisch herstel. Die rust echter maakte het de autoriteiten mogelijk om de vijanden binnen het eigen systeem op te sporen en te verdelgen.
In het nabijgelegen Gulik (waar ook heelmeester Jan vandaan kwam) was men vrijzinniger en protestants. Dat werd door het rechtzinnige Roermondse gezag mogelijk als een bedreiging gezien, want van hieruit zou de duivel in Roermond penetreren en hierheen konden afvallige elementen vanuit Roermond vluchten. De obsessieve angst voor een duivels tegensysteem werd geprojecteerd in het nabijgelegen Gulik. Dat zou de voedingsbodem geschapen kunnen hebben voor de Roermondse heksenverbrandingen van 1613, die krachtdadig en overdreven snel werden aangepakt. Na 1614 zijn er ongetwijfeld nog vele volksgenezers doorgegaan om zieken op magische wijze te genezen, maar toch waren er geen heksenprocessen meer. Mogelijk kwam dat omdat de bedreiging uit Gulik minder was geworden, omdat het in 1614 katholiek werd.

## Processen na 1613
Nog in 1660 werd in Roermond een vrouw door een andere vrouw aangeklaagd als zou zij een heks zijn. Een en ander was vaak een kwestie van jaloezie en wraak en de beschuldigde partij was beledigd en eiste genoegdoening. Tot verbrandingen kwam het niet meer.